# Acasă (Star Trek: Voyager)
„Acasă” (titlu original: „Homestead”) este al 23-lea episod din al șaptelea sezon (și ultimul) al serialului TV american științifico-fantastic Star Trek: Voyager și al 169-lea episod în total. A avut premiera la 9 mai 2001 pe canalul UPN.

## Prezentare
Echipajul de pe Voyager se întâlnește cu o comunitate Talaxiană, punându-l pe Neelix în fața deciziei dificile de a părăsi echipajul.

## Actori ocazionali
- Julianne Christie - Dexa
- Ian Meltzer - Brax
- Rob LaBelle - Oxilon
- Scarlett Pomers - Naomi Wildman
- Christian R. Conrad - Miner
- John Kenton Shull - Commander Nocona